# 꿩류
꿩류는 꿩과의 새 가운데 일부를 부르는 말이다. 꿩류의 수컷은 몸집이 좀 더 크고 꼬리가 길며 색이 화려하다. 꿩류는 11개 속, 35종으로 분류된다. 그 가운데 가장 많이 알려진 종은 전 세계적으로 분포하는 꿩(Phasianus colchicus)이다.